# Narcissus cantabricus
Narcissus cantabricus är en amaryllisväxtart som beskrevs av Dc. Narcissus cantabricus ingår i släktet narcisser, och familjen amaryllisväxter.

## Underarter
Arten delas in i följande underarter:
- N. c. cantabricus
- N. c. monophyllus

## Bildgalleri

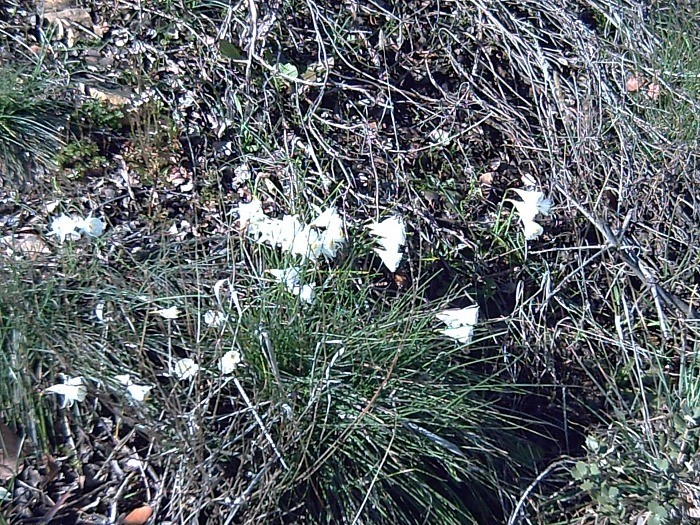
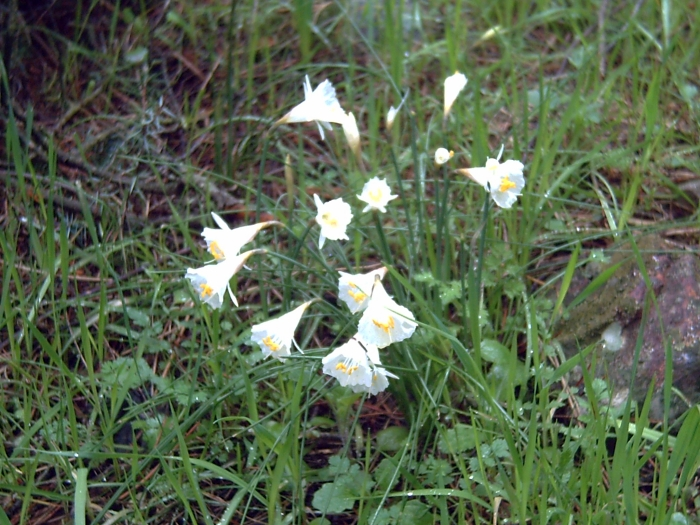
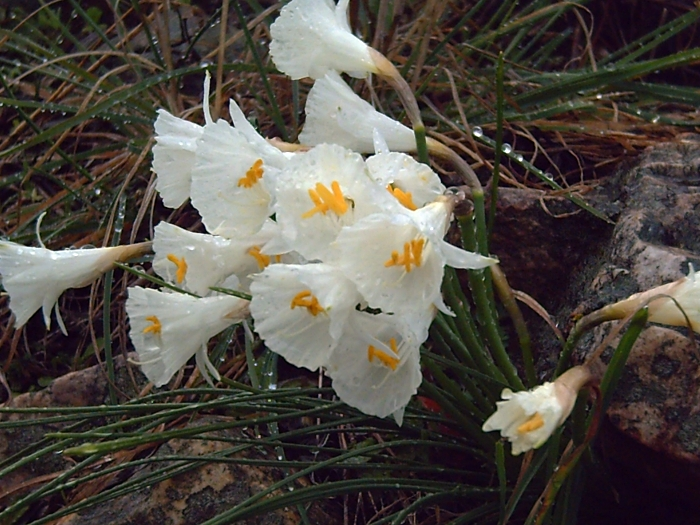
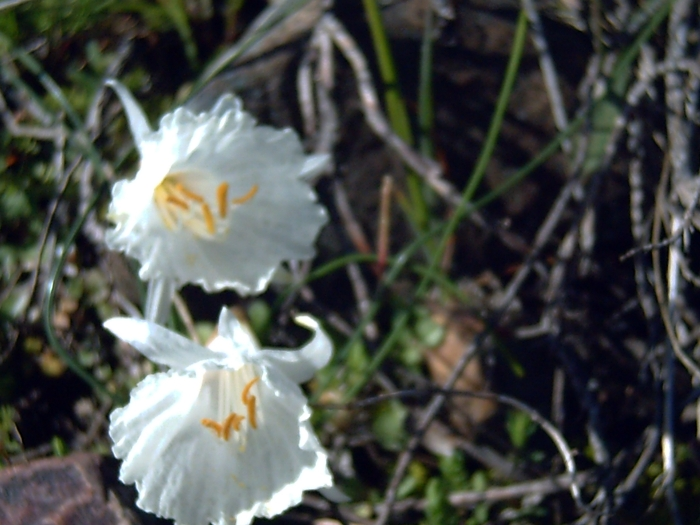
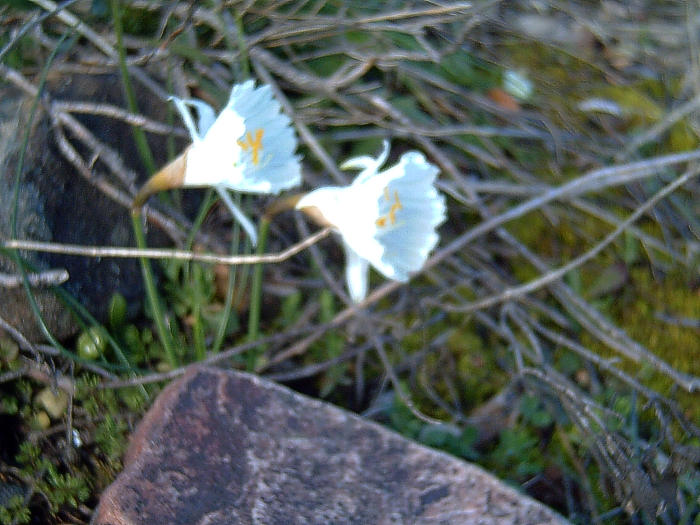
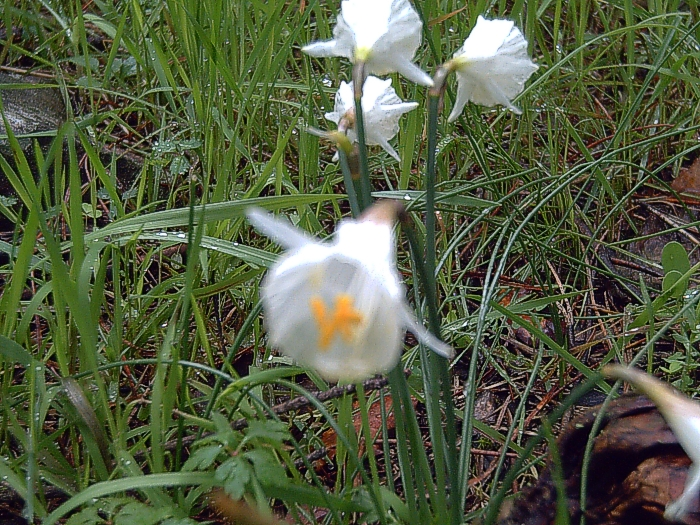